# Szarazm
Szarazm régészeti lelőhely és világörökségi helyszín Közép-Ázsiában, Tádzsikisztánban, a Zaravsán folyó völgyében. Szarazm keletkezése a 4. évezredre tehető. A település ma az UNESCO világörökség része.  
Az itt feltárt romok tanúsága szerint ez a közép-ázsiai terület már időszámításunk előtt 4000 évvel lakott volt. Szarazm területe is körülbelül ezer évig volt lakott terület, melynek központja talán Közép-Ázsia legősibb települései közé tartozott.
A város környékének nomád állattenyésztésre alkalmas területén és az öntözéses földművelésre kiváló hatalmas völgyben létrehozott város egyúttal kereskedelmi központ is volt. Közép-Ázsia áruforgalma innen, az egykori selyemút mentén fekvő városból indult az Iráni-fennsík, az Indus-völgye és az Indiai-óceán felé, az onnan érkező áruk pedig itt cseréltek gazdát. Az itt folytatott kereskedés egyúttal a kultúrák és vallások találkozását, keveredését is eredményezte.

## Fekvése
Tádzsikisztán északnyugati részén, nem messze Üzbegisztán határától a Zaravsán folyó völgyében, Pandzsakent városától 15 kilométerre nyugatra található régészeti lelőhely.

## Leírása

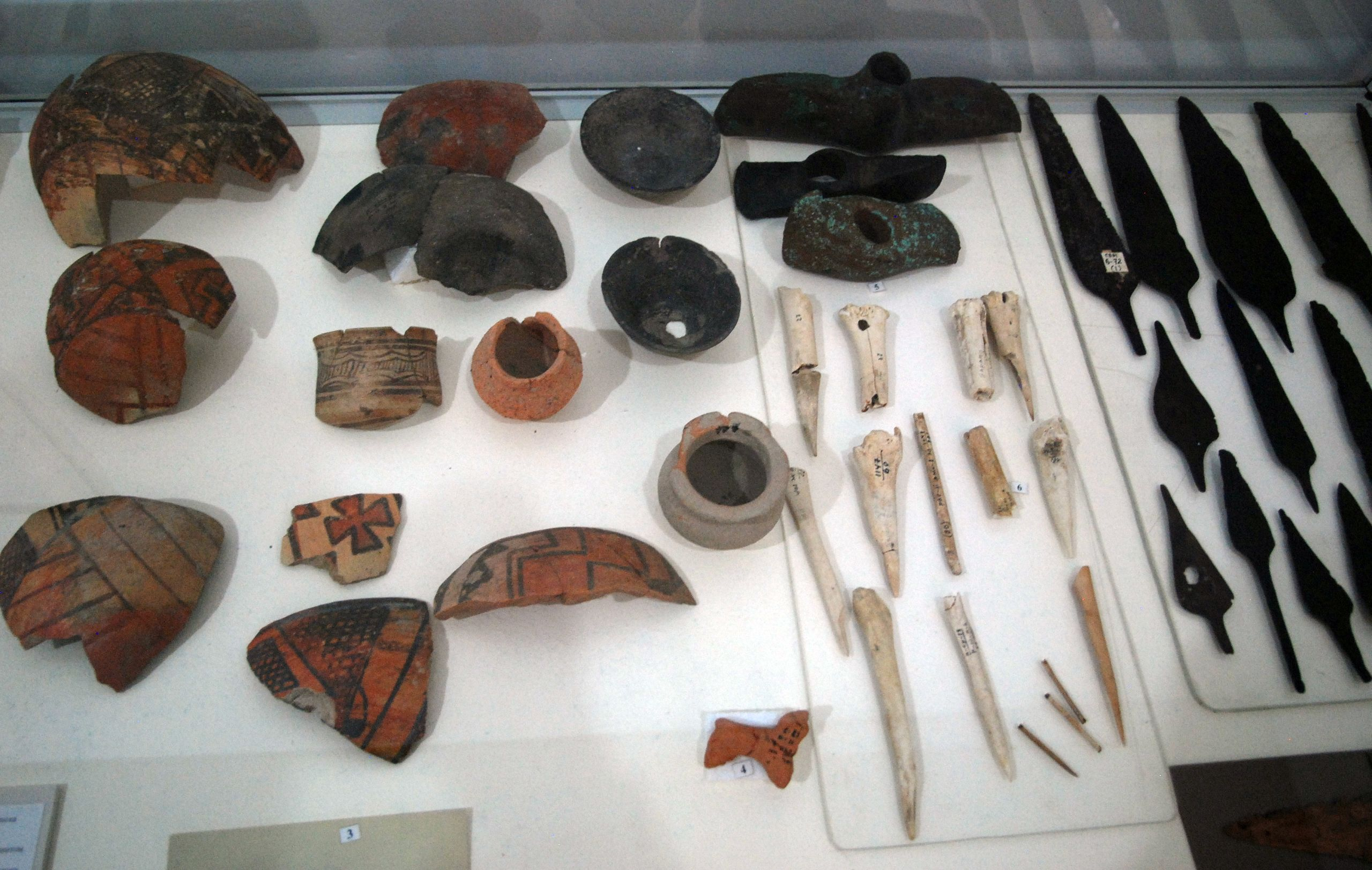
leletek a múzeum anyagából

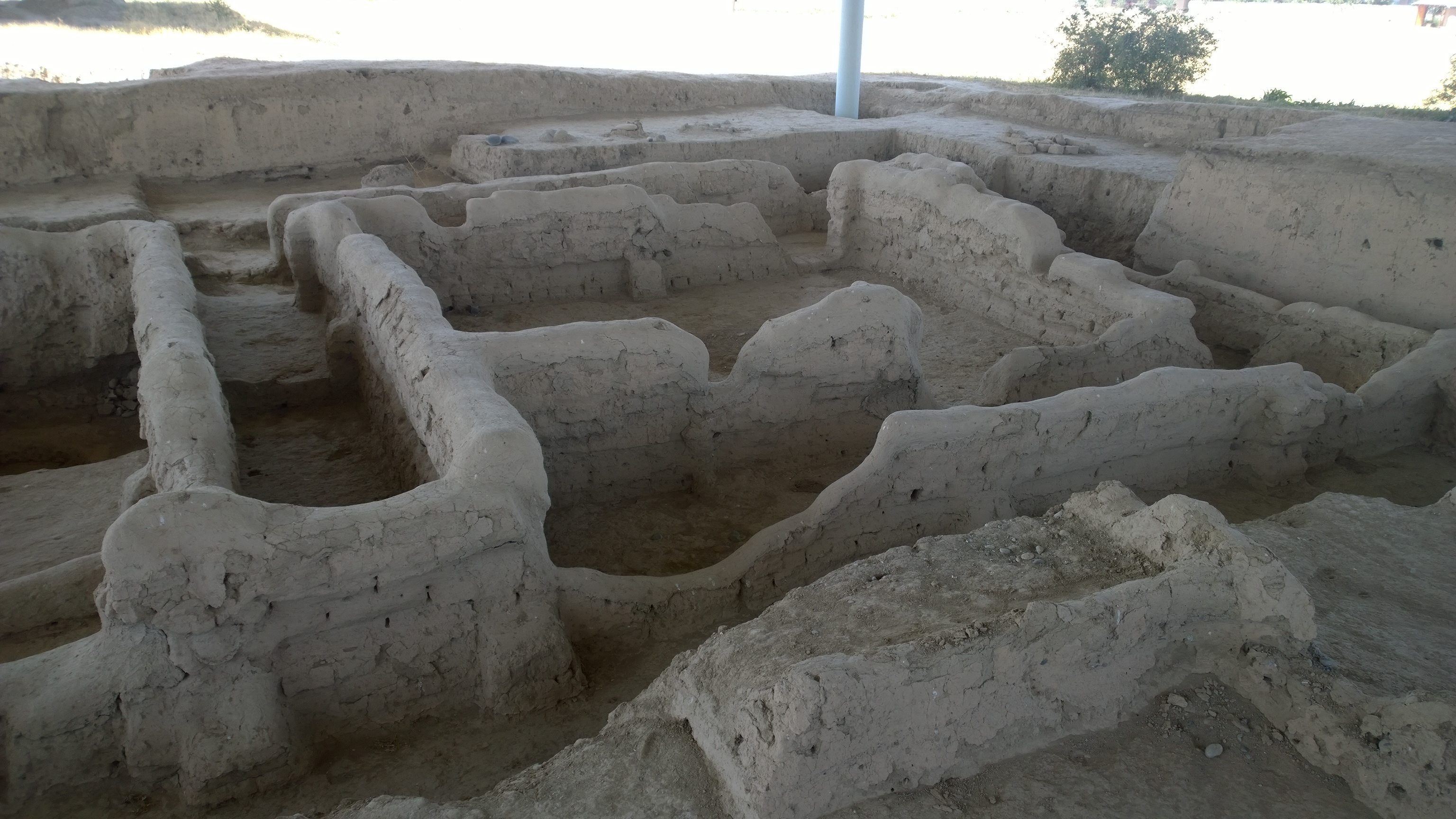
Szarazm feltárt falainak részlete

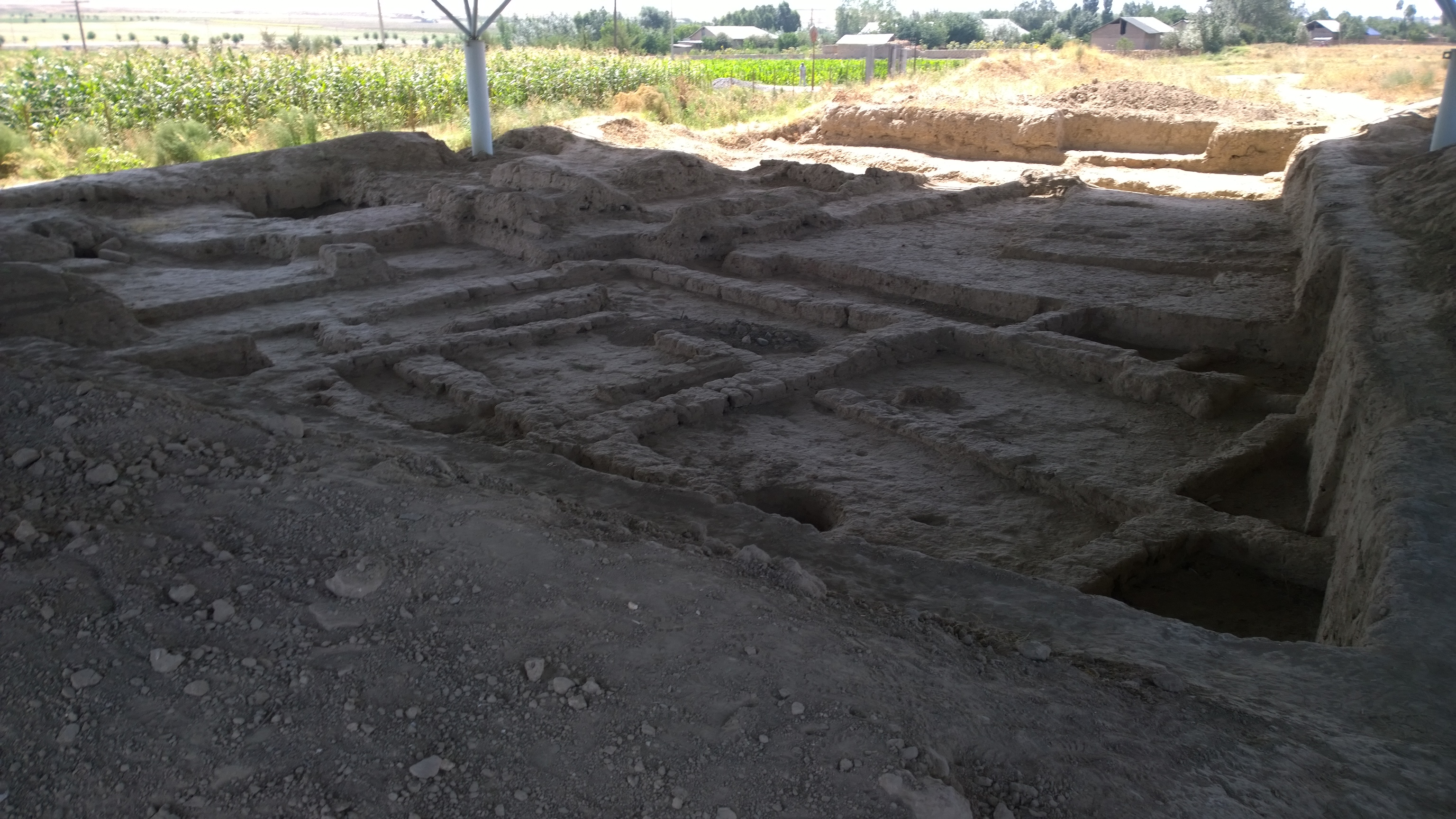
Régészeti helyszín Szarazmban

A Zaravsán folyó völgyében kb. 1,5 km hosszú és 400–900 m széles területen fekvő régészeti lelőhely feltárását 1976-ban kezdték meg. E helyen hatalmas, 100 hektár kiterjedésű bronzkori földműves település maradványai kerültek felszínre, melyek azt bizonyítják, hogy Szarazmban már évezredekkel ezelőtt virágzó városi életforma fejlődött ki. Az itt lakók megélhetését pedig a földművelés, marhatenyésztés, ásványfeldolgozás és különböző kézműves munkák biztosították.
A hely nagy érdeklődést váltott ki a régészek között is, mivel ez képezi az első őstörténet korából való mezőgazdasági társadalmat Közép-Ázsia ezen régiójában. Ráadásul ez a legészakibb a kelet állandó őskori mezőgazdasági települései közül. Szarazm volt az első olyan közép-ázsiai város, amely gazdasági kapcsolatokat tartott fenn mást települések hálózatával, amely kiterjedt területet ölel fel Türkmenisztán sztyeppéin és az Aral-tavon (északnyugaton) az Iráni-fennsíkon és az Indusban (délen és délkeletre).
A város a közép-ázsiai kultúr-és településtörténet, a városiasodás kezdetének egyik egyedülálló emléke. A település az i. e. 3. évezredre Közép-Ázsia legfontosabb réz-, és ónfeldolgozó központjává fejlődött és az Iráni-fennsíktól az Indus-völgyéig és az Indiai-óceánig terjedő kulturális és kereskedelmi kapcsolatokkal rendelkezett. Bizonyítja ezt az is, hogy fémtárgyaiknak maradványai nagy hasonlóságot mutatnak távoli helyek leleteivel.

## Régészet
A mezőgazdasági művelés során felfedezett felszínen az első ásatást 1977-ben kezdték meg Abdullo Iszakov vezetésével a Tádzsik Tudományos Akadémia részéről. Az első ásatást követően az Iszakov által levont következtetések szerint – "egyértelműen megállapítást nyert, hogy Szarazm lakosai nemcsak mezőgazdasággal és az állattartással, hanem kohászattal is foglalkoztak. A feltárásokba később a francia kutatók is bekapcsolódtak, majd 1985-ben két amerikai professzor, Philip L. Kohl (Wellesley College) és Clifford Charles Lamberg-Karlovsky (Harvard Egyetem) is részt vett egy itteni régészeti expedíción a Szovjetunió és az USA együttes régészeti csereprogramjaként.
Az itt végzett ásatásokon lakóépületek, templom, palota, kovácsszerszámok, rézből, bronzból, aranyból készült tárgyak, (súlyok, kések tőrök, horgok és ékszerek) maradványai kerültek napvilágra, köztük például egy gazdag családok temetkezési helyéül szolgáló kripta is, amely a városiasodás korai szakaszára utal. A város palotájának két csarnokában egy-egy központi oltár maradványait is feltárták, ahol kultikus szertartásokat végeztek. Az ásatások leghíresebb feltárt leletei közé tartozik a 3000 éves, úgynevezett "szarazmi hercegnő". A hölgyet türkizmintás, lápis lazuri köves, jáspisos berakású ruhában temették el.
A Szarazmban feltárt romok maradványai alapján felismerhetők az itt kialakult korai városi kultúra; a nomád állattartás, a földművelés és a bronzkori fémművesség nyomai. Számtalan bizonyítékot találtak arra vonatkozóan, hogy a fémet Szarazmban is a Mezopotámiában, az Iráni-fennsíkon és az Indus-völgyében alkalmazott technikákhoz hasonlóan munkálták meg.
Néhányan a szakemberek közül például azt állították, hogy a hely i. e. 3000 körül Közép-Ázsia legnagyobb kohászati exportáló központja volt.
A Szarazmban felfedezett kerámia az Iráni-fennsíkon, Észak-Beludzsisztánnal és Türkmenisztánnal való kapcsolatokra utal. Például találtak bronzkori északkelet-iráni kultúrából, Szisztán és Beludzsisztánból származó kerámiákat is.
A mezőgazdaság fejlődését az öntözőberendezések építése is elősegítette, amelyek lehetővé tették a lakosok számára a Zaravsán folyó vízének felhasználását és a hegyekből származó víz felfogását. A helyszínen búzát és árpát is felfedeztek. A lakosok elsősorban szarvasmarha, juh és kecsketartással foglalkoztak, mely során a másodlagos termékek (tej, gyapjú, bőr) feldolgozása volt a döntő szempont.
Szarazm korszakai közül a III korszak Szarazm gazdasága csúcsának felelt meg, ahogy nőtt a népesség, úgy javultak az építési technikák és a különféle gazdasági tevékenységek, például a fazekasság (az újonnan feltalált fazekaskorong segítségével), valamint a kohászat és más kézműves szakosodások.
A szakemberek úgy gondolják, hogy a város bányászati pontként is szerepelt, a közeli türkiz források begyűjtése útján.  Ezenkívül a Zaravsán-völgyben gazdag ásványi anyagok: arany, ezüst, réz, ón és higany is rendelkezésre álltak, valószínű, hogy a város részt vett e helyi erőforrások kitermelésében és feldolgozásában is.

## Építészet
Az itt feltárt területen főképp több helyiségből álló lakásokat találtak, melyek közül úgy tűnik, hogy néhányat más célra, kommunális épületekként használtak. Ezek az épületek jól átgondolt, világos terekkel, szabályos téglafalakkal készültek amelyek közül néhányat színes bevonattal láttak el, de funkciójuk továbbra sem ismert. Két fő építési technika létezett a telephelyen: a nyers földtégla (napon öntve és szárítva) és a kézi rakású földszerkezet (sárfal).
A Sarazm I rétegének architektúráját a későbbi réteg súlyosan megrongálta, ezért nem tudták alaposan megvizsgálni. A második korszak épületeinek rétegei 50–60 cm vastagságúak. Sarazm III időszakában a padlókat általában kiégették. Egyes épületekben nagy tűzhelyeket is találtak. A ma is hasonló türkmenisztáni tűzhelyek megfigyelése alapján az elméletek szerint elképzelhető, hogy ezek az épületek kultuszterületként szolgáltak.
A temetkezési helyek nagy fallal körülvett 15 méter átmérőjű kör alakban épültek. Néhány temetkezési kamrában kerámiát és gyöngyöket találtak. Egy nagy nekropoliszt még nem tártak fel.
A maradványok elemzését követően Telman Kasimovich Xo'jayev  antropológus arra a következtetésre jutott, hogy Szarazm népe Közép- és Délnyugat-Ázsia déli részéből származik, és genetikailag rokon a türkmenisztáni más kőrézkori helyek (Göksur és Qara-depe) népességével.

## Kultúra és művészet
Szarazm virágzásának csúcsán a város gazdaságilag fejlett volt. Fazekas termékeik gazdagon díszítettek, vörös, sárga és kék pigmentekkel festett motívumokkal, például körök, keresztek, háromszögek, vonalak és hálómintákkal készültek. Az egyes kerámiákon található rozettaminták jelzik, hogy ismerték a naptárt is.
Szintén megtalálták itt a varázserővel bíró nők és állatok terrakotta szobrocskáit, melyek a szobrászati figurák fontos művészeti irányzataként jelentkeztek.
Szarazm vallásos meggyőződése nem egyértelmű, de tudjuk, hogy oltáraik voltak, ahol szent tűz égett.